# USS Stanly (DD-478)
L'USS Stanly (DD-478) est un destroyer de la classe Fletcher en service dans la Marine des États-Unis pendant la Seconde Guerre mondiale. Il a été nommé en l'honneur du contre-amiral Fabius Stanly (1815-1882).

## Construction
Sa quille est posée le 15 septembre 1941 au chantier naval Charlestown Navy Yard de Boston, dans le Massachusetts. Il est lancé le 2 mai 1942 ; parrainée par Mme Elizabeth Stanley Boss, et mis en service le 15 octobre 1942.

## Historique

### 1943

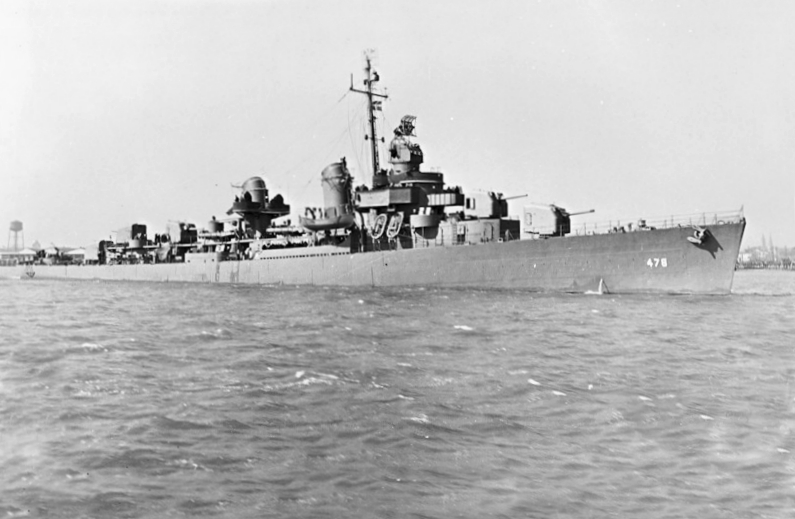
le Stanly après que la catapulte ait été enlevée au chantier naval de Charleston, en Caroline du Sud (USA), le 16 février 1943. À ce moment-là, il avait une configuration d'armement non standard avec cinq canons de 127 mm/38, un montage de canons jumelés de 40 mm sur l'arrière et neuf canons de 20 mm.

Le Stanly est resté au chantier naval de Charleston pour être aménagé et subir des essais à quai jusqu'au 30 décembre. Pendant cette période, sa catapulte pour hydravions a été retirée pour faire de la place pour des canons de 5 pouces supplémentaires. Le 30 décembre, il a dépassé Fort Sumter en route pour un entraînement d'essai au large de Cuba. Le Stanly est retourné à Charleston le 7 janvier 1943 et a opéré sur la côte est et dans la baie de Guantanamo jusqu'au 28 février, date à laquelle il a doublé le Cap Charles et s'est dirigé vers la baie de Delaware, où il a rejoint le croiseur léger USS Santa Fe (CL-60) et a navigué avec lui vers Panama.
Les deux navires de guerre ont traversé le canal de Panama le 5 mars, se sont ravitaillés en carburant à Balboa le jour suivant et ont fait route vers Long Beach. Ils sont restés au port de San Pedro du 12 au 16 mars, date à laquelle ils ont fait route vers Hawaï. Après être entré à Pearl Harbor le 22 mars, le Stanly a opéré à partir de cette base navale jusqu'en mai, chassant les sous-marins, participant à des exercices et protégeant les convois lors de la dernière étape de leur voyage vers Oahu. Enfin, le 14 mai, il a quitté Pearl Harbor en protégeant un convoi se dirigeant vers l'ouest. Douze jours plus tard, le Stanly et son convoi sont passés à travers les filets sous-marins pour entrer dans le port de Nouméa, en Nouvelle-Calédonie.
Au cours des trois mois suivants, le Stanly a fait des allers-retours à Nouméa, escortant des convois et protégeant des cuirassés et des porte-avions. Il a fait des voyages aussi loin à l'ouest que la côte de l'Australie et aussi loin au nord et à l'est que les Nouvelles-Hébrides et les îles Wallis. A son retour à Nouméa de l'île Wallis le 7 août, le Stanly reçoit l'ordre de se rendre à Espiritu Santo avec un convoi. Entrant dans le canal du Segond le 11, il subit une disponibilité de 13 jours avant de sortir du canal pour l'île Fila, également dans les Nouvelles-Hébrides. Lors de ce passage, il était accompagné des destroyers USS Charles Ausburne (DD-570), USS Claxton (DD-571), et USS Dyson (DD-572). Les quatre destroyers sont arrivés à Fila le 24 et sont repartis le lendemain, à destination des îles Salomon.
Le 27 août, le Stanly et les trois autres destroyers étaient au large de Guadalcanal, patrouillant le mouillage du canal de Lengo. La zone Solomons-Bismarcks sera son théâtre d'opérations jusqu'à la fin février 1944. Le 28 août, il s'est arrêté à Tulagi, puis a poursuivi sa route pour patrouiller l'entrée du golfe de Kula, entre Kolombangara et la Nouvelle-Géorgie, et est retourné le lendemain à Port Purvis sur l'île Florida. Pendant la première semaine de septembre, le Stanly a navigué entre Port Purvis et Tulagi; puis, le 8, il a escorté un convoi hors de la baie de Purvis. Le destroyer s'est séparé du convoi le 10 septembre et a fait route vers la Nouvelle-Calédonie. Arrivé à Nouméa le 13, il subit des réparations de chaudières, échange des munitions et des torpilles, fait le plein de carburant et repart le 29 septembre.
Il escorte un autre convoi de la Nouvelle-Calédonie à Guadalcanal en octobre, le quittant au large de Lunga Point le 5. Après un arrêt à Espiritu Santo le 8 octobre, le Stanly est retourné au poste de Purvis pour se ravitailler en carburant et prendre un autre convoi. Pendant le reste du mois d'octobre, il a continué à garder les convois de l'île Florida vers diverses îles des Salomon. Le dernier jour du mois, il est sorti de la baie Purvis et a rejoint la Task Force 39 (TF 39). Au cours de la soirée et de la nuit suivantes, le Stanly a repoussé une attaque de vedettes-torpilleurs japonais pendant que la force opérationnelle pilonnait l'île Buka. Les Japonais ont perdu au moins trois bateaux pendant l'action. Plus tard dans la nuit, le Stanly s'est joint au reste de la force opérationnelle pour bombarder les Shortlands, situés juste au large de la pointe sud de Bougainville, afin de soutenir les débarquements plus au nord dans la baie de l'Impératrice-Augusta.
Tard le 1er novembre, la TF 39 a aperçu une force de surface ennemie, mais elle n'a pu l'engager que tôt le lendemain matin, lorsqu'elle est sortie pour harceler la zone de débarquement de la baie de l'Impératrice-Augusta. Le contact radar a été établi à 2h30, le 2 novembre, et le Stanly, ainsi que les trois autres destroyers de la flottille, ont ouvert la bataille par une attaque à la torpille. Bien que les croiseurs de la TF 39 du contre-amiral Aaron S. Merrill aient été les vedettes de la bataille qui a suivi, les "Little Beavers" du capitaine Arleigh Burke, y compris le Stanly, ont contribué en achevant le destroyer Hatsukaze et en faisant pleuvoir une grêle d'obus de 5 pouces sur l'ennemi. La bataille de la baie de l'Impératrice-Augusta a coûté la vie à un croiseur ennemi, le Sendai, et au destroyer déjà mentionné, mais, plus important encore. L'amiral Sentaro Omori se retire vers le nord sans avoir accompli sa mission, le débarquement de renforts au cap Torokina. À l'aube, les navires de guerre américains se dirigent vers un rendez-vous avec des transports. En chemin, la TF 39 a repoussé un raid de 100 avions de Rabaul et, le lendemain, elle était au port à Tulagi.
Tout au long des mois de novembre et décembre 1943, le Stanly opère entre les Nouvelles-Hébrides, les Solomons et entre les différentes îles de ce dernier groupe. Le 16 novembre, il s'est joint au USS Converse (DD-509) pour bombarder un sous-marin japonais et, selon toute probabilité, l'a coulé. À plusieurs reprises au cours de cette période, il a fait l'objet d'attaques aériennes; la veille de Noël, il a bombardé l'île Massungon. Le Stanly a fait escale à Port Purvis le lendemain de Noël pour la logistique et, huit jours plus tard, il est parti pour Espiritu Santo et la disponibilité et les exercices.

### 1944

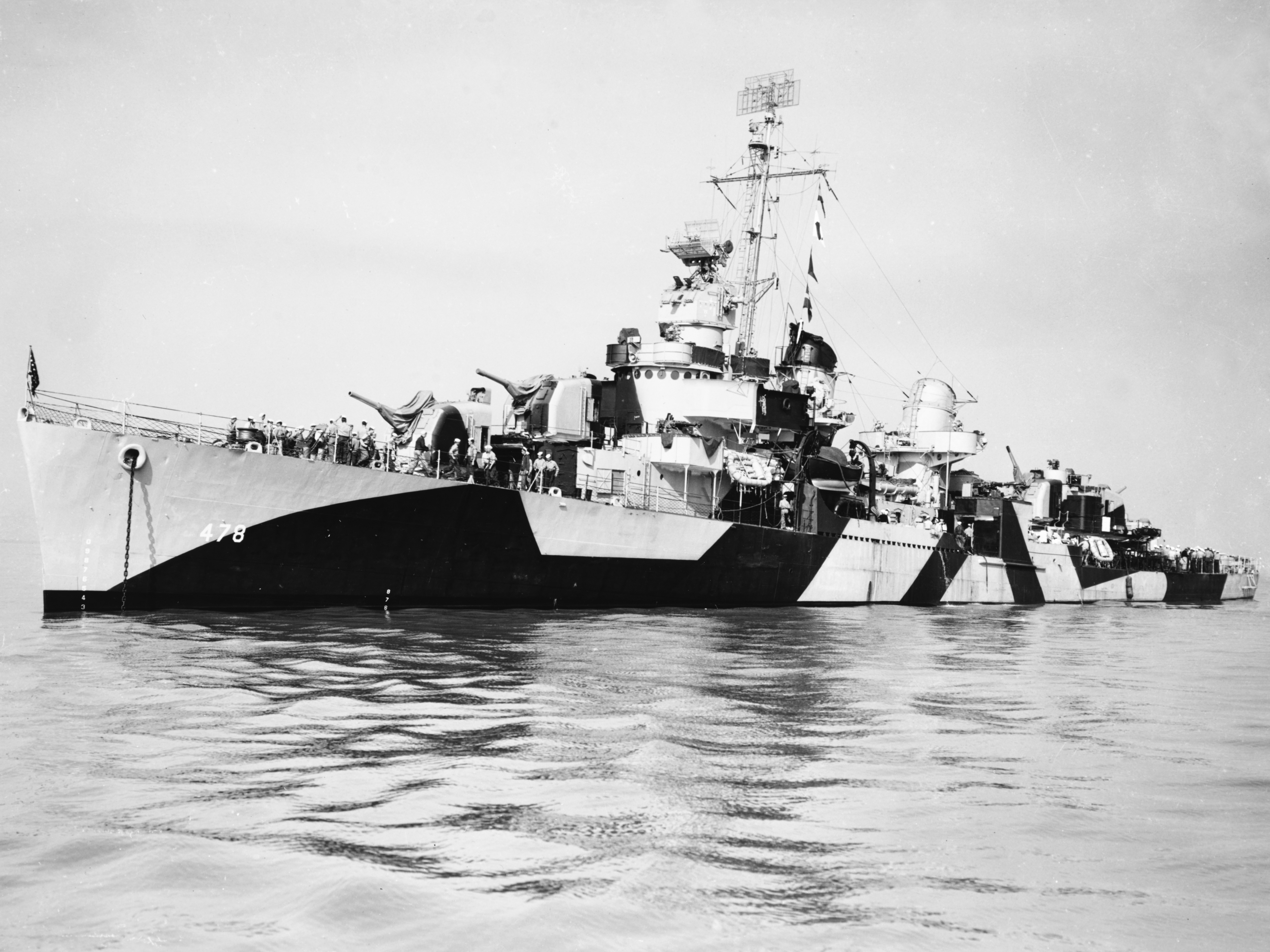
Le Stanly au large du Hunters Ponit Naval Shipyard, San Francisco, Californie (USA), le 6 octobre 1944. Il est peint en livrée de camouflage 31, modèle 13D.

Le 29 janvier 1944, il a terminé les exercices en cours et est rentré à Port Purvis. Le lendemain, il est de nouveau en disponibilité, patrouille autour de l'île de Buka, de la baie de Choiseul, de Bougainville et de Green Island, et bombarde la côte ouest de Bougainville, la côte est de Buka et la côte est de Bougainville, avant de se retirer sur Florida Island. Le Stanly est entré dans la baie de Purvis le 11 février et en est reparti le 13. Il a feinté vers Espiritu Santo, puis, sous le couvert de l'obscurité, a viré au nord et s'est dirigé vers Green Island, où il a soutenu les débarquements des 14 et 15 février.
Le 22, il croisait dans la zone de Kavieng-Nouvelle-Hanovre de la "barrière de Bismarck". Ce jour-là, il a coulé un remorqueur de haute mer et a aidé à couler le petit chasseur de mines Nasami. Au cours du mois suivant, le Stanly a continué d'opérer avec la TF 39, effectuant des balayages anti-pollution des voies maritimes Kavieng-Rabaul et bombardant diverses positions ennemies dans les Bismarck. Il est également revenu périodiquement pour escorter des échelons de ravitaillement entre les différentes îles du groupe Solomons.
Au début de 1944, les besoins en destroyers se déplacent du Pacifique Sud au Pacifique central. Le 24 mars, le Stanly est sorti de la baie de Purvis et, le 30, il croisait dans l'écran de la Fast Carrier Task Force du vice-amiral Marc A. Mitscher (alors appelée Task Force 58 (TF 58)) qui lançait des avions contre les îles Palaos. Le jour suivant, il navigue au nord des Palaos alors que le Task Group 58.4 (TG 58.4) envoie des frappes contre les Palaos et les Yap. Les avions des porte-avions ont frappé Woleai le 1er avril et ont commencé à se retirer vers Majuro. Le Stanly arrive dans le lagon de Majuro le 6 et subit des réparations jusqu'au 30. Il passe le mois de mai en opérations et exercices autour de Majuro. Du 3 au 8 juin, en compagnie du croiseur lourd USS Indianapolis (CA-35), le destroyer fait le circuit Majuro-Kwajalein-Eniwetok, quittant ce dernier atoll le 8 pour rejoindre la TF 58.
La Fast Carrier Task Force, avec le Stanly dans son écran, ouvre l'assaut aérien sur les Mariannes le 11 juin, envoyant des sorties pour bombarder et mitrailler Guam, Rota, Tinian et Saipan. Les pilotes de la TF 58 ajoutent l'île Pagan à leur itinéraire le 12, puis le 13. Les 15 et 16 juin, le Stanly a escorté le | opérationnel 58.4 pendant que ses avions attaquaient Iwo-Jima et Chichi-jima dans les Bonins. Le 18, le groupe opérationnel a rejoint la TF 58 juste à temps pour assister à la bataille de la mer des Philippines, au cours de laquelle la marine américaine a brisé la puissance aéronavale japonaise. Le 20 juin, le Stanly a participé au bombardement de Guam et de Rota et, deux jours plus tard, il est parti défendre et soutenir les forces américaines sur Saipan. Il a poursuivi ses patrouilles et ses bombardements périodiques autour de Saipan jusqu'au 3 juillet, date à laquelle il s'est retiré avec le TG 58.4 à Eniwetok. Le destroyer est revenu aux Mariannes le 18 juillet et a surveillé les porte-avions jusqu'au 31 juillet, date à laquelle il a reçu l'ordre de retourner aux États-Unis.
Après une escale à Eniwetok du 1er au 3 août et une nuit à Pearl Harbor les 10 et 11 août, le Stanly entre au chantier naval de la Bethlehem Steel Co. à San Francisco le 17. Il a passé le mois de septembre en révision et le début d'octobre en essais. Le 18 octobre, il était de retour à Pearl Harbor, se préparant à retourner dans le Pacifique occidental. Enfin, le 10 novembre, il quitta Pearl Harbor et, 11 jours plus tard, entra dans le lagon d'Ulithi. Le Stanly est resté à Ulithi pendant le reste du mois de novembre et pendant la première semaine de décembre. Le 8 décembre, il a escorté le cargo USS Boulder Victory (AK-227) et le Victory ship SS Elmira Victory jusqu'au passage de Kossol dans les Palaos.
Après avoir fait le plein de carburant, il a fait route vers les Philippines et est arrivé dans le golfe de Leyte le 11 décembre. Le destroyer opère à partir de la baie de San Pedro pendant le reste de l'année 1944.

### 1945
Le Stanly, en compagnie du USS Charles Ausburne (DD-570), du USS Foote (DD-511), du USS Converse (DD-509) et du USS Sterett (DD-407), est sorti de la baie de San Pedro le 4 janvier 1945 et a escorté les forces de débarquement vers les régions de San Fabian et de Lingayen, au nord de Luzon. Jusqu'au 27 janvier, il a patrouillé dans les zones de transport et a assuré le piquet radar des forces d'assaut pendant que les Japonais lançaient la première grande attaque kamikaze de la guerre. Le 31 janvier, il est de retour au large de Leyte et, quatre jours plus tard, il entre à Ulithi. Le 8 février, il a fait route vers Saipan et est arrivé le 10. Le Stanly a patrouillé au large de Saipan pendant six jours, puis au large d'Iwo Jima du 16 février au 13 mars. Il est retourné à Saipan pour la logistique le 15 mars et a levé l'ancre le 17. Il a fait escale à Ulithi le jour suivant et y est resté jusqu'au 27 mars, pour y subir des réparations. Une fois les réparations terminées, il s'est dirigé vers Okinawa, où il est arrivé tard le 31.
Pendant les 11 premiers jours d'avril, le Stanly s'est déplacé d'une station à l'autre autour d'Okinawa pour effectuer un piquet radar. Le 12, alors que le "vent divin" atteint à nouveau la force d'un coup de vent, il est en poste au nord de l'île. Le USS Cassin Young (DD-793) venait d'être écrasé par un kamikaze, et le Stanly se rendait à toute vitesse à son poste. Bientôt, les avions ennemis grouillaient autour de lui comme des abeilles en colère, et il a manœuvré radicalement pour éviter leur piqûre mortelle. Pendant ce temps, l'équipe de directeurs de chasse du Stanly a pris en charge la patrouille aérienne de combat du destroyer sinistré. Sous leur direction, les chasseurs amis ont réduit en miettes les attaquants, éclaboussant six bombardiers en piqué de la marine Aichi D3A "Val" en succession rapide.
Les chasseurs américains et les kamikazes tourbillonnaient au-dessus du Stanly dans une grande mêlée. Soudainement, à partir du maelstrom d'avions, une bombe volante pilotée Yokosuka MXY-7 Ohka a plongé vers lui à une vitesse supérieure à 500 nœuds (900 km/h). La grande vitesse de son assaillant rendait les contre-mesures impossibles; ainsi, le Stanly a absorbé l'impact du kamikaze sur le côté tribord de sa proue, à 1,5 m au-dessus de la ligne de flottaison. L'ogive a traversé la coque du Stanly sans exploser, est passée par son côté bâbord et a explosé dans l'eau près du navire. Les restes du pilote et quelques débris ont été récupérés plus tard à l'intérieur du navire. Quelques minutes après la première attaque, un autre Ohka s'est dirigé vers le navire, les canons antiaériens du destroyer tirant sur lui. Le pilote a été blessé ou tué, car au dernier moment, le Ohka a survolé le navire et a arraché son pavillon de sa gaffe au passage. Il a sauté sur l'eau comme une pierre plate, puis s'est désintégré.
Peu après le passage du deuxième Ohka, le Stanly a reçu l'ordre de fermer les transports à Hagushi. En chemin, il a vécu sa troisième rencontre quasi fatale de la journée lorsqu'un Mitsubishi Zero "Zeke" a essayé de le bombarder et de s'écraser sur lui en un seul passage. La chance du Stanly a tenu bon, car la bombe n'a pas fonctionné et l'avion a dépassé son objectif. Miraculeusement, le nombre total de pertes pour l'ensemble des actions de la journée ne s'élève qu'à trois marins blessés. Tard dans la nuit, il est entré dans la "Busted Ship Bay" à Kerama Retto pour des réparations.
Après 10 jours à Kerama, il est retourné à Okinawa pour une période décevante de piquet radar. Il est parti avec un convoi à destination d'Ulithi le 5 mai et est arrivé dans le lagon quatre jours plus tard. Le destroyer a subi d'autres réparations et est sorti du lagon le 28 pour des exercices de tir. Au cours de ces exercices, son canon numéro 5 a explosé, tuant deux matelots. Ironiquement, les seules pertes mortelles du Stanly pendant la guerre ont eu lieu pendant l'entraînement.
Le destroyer se rendit à Apra Harbor, sur l'île de Guam, pour réparer le support de canon endommagé. Il est arrivé le 3 juin et est resté pendant plus de deux mois et demi en disponibilité prolongée. Il était toujours là lorsque les hostilités ont pris fin le 15 août.
Le 20, le Stanly a levé l'ancre, s'est arrêté à Eniwetok et à Pearl Harbor, et est entré au chantier naval de Mare Island (Mare Island Naval Shipyard) le 30. Le 22 septembre, alors qu'il est encore en révision, le Stanly est affecté à la flotte de réserve du Pacifique.
Une fois la révision terminée, il descend la côte jusqu'à San Diego pour rejoindre la flotte de réserve, toujours en service.

### Après-guerre
Le Stanly a été désarmé en octobre 1946 et a transféré son poste d'amarrage au chantier naval de Long Beach en Californie (USA), en janvier 1947. Il est resté dans la flotte de réserve du Pacifique (Pacific Reserve Fleet) jusqu'au 1er décembre 1970, date à laquelle son nom a été rayé de la liste de la Marine (Naval Vessel Register). Sa coque a été vendue en février 1972 à la Chou's Iron & Steel Co, Ltd, pour être mise au rebut.

## Décorations
Le Stanly a reçu neuf battles stars pour son service pendant la Seconde Guerre mondiale , ainsi que la Presidential Unit Citation (US) en tant que membre du DesRon 23, les "Little Beavers", pour son "héroïsme extraordinaire au combat contre les forces ennemies japonaises pendant la campagne des îles Salomon, du 1er novembre 1943 au 23 février 1944" - le seul escadron de destroyers ainsi honoré. Des images du destroyer apparaissent dans le film Sands of Iwo Jima de 1949 à la 83 minutes.

### Littératures
- (de) Stefan Terzibaschitsch: Zerstörer der U.S. Navy. Bechtermünz Verlag, Augsburg 1997,  (ISBN 3-86047-587-8).
- (en) Alan Raven: Fletcher Class Destroyers. Naval Institute Press, Annapolis 1986,  (ISBN 0-87021-193-5).
- (en) Jerry Scutts: Fletcher DDs (US Destroyers) in action (Warships No. 8). Squadron/signal publications, Carrollton Texas 1995,  (ISBN 978-0-89747-336-1).
- (en) Theodore Roscoe: Destroyer Operations in World War II. United States Naval Institute, Annapolis 1953,  (ISBN 978-0-87021-726-5).